# Sekwestracja dwutlenku węgla
Sekwestracja dwutlenku węgla, CCS (od ang. carbon capture and storage) – proces zapobiegania emisji dużych ilości dwutlenku węgla (CO2) do atmosfery z punktowych źródeł zanieczyszczeń, takich jak elektrownie i fabryki przemysłu ciężkiego. Polega na wychwyceniu CO2 ze spalin, przetransportowaniu na składowisko i zdeponowaniu tak, aby uchronić go przed dostaniem się do atmosfery. Działania te mają na celu mitygację wpływu emisji dwutlenku węgla, będącego gazem cieplarnianym na globalne ocieplenie i zakwaszanie oceanów. Pomimo iż CO2 jest wtłaczany w formacje geologiczne od kilku dekad w różnych celach, wliczając wspomaganie wydobycia ropy naftowej, koncepcja długoterminowego składowania gazu jest relatywnie nowa.

## Wydzielenie CO2
Wychwytywanie CO2 jest najbardziej efektywne tam, gdzie jego wytwarzanie jest największe. Chodzi tu głównie o duże elektrownie (zasilane paliwami kopalnymi lub biomasą), rafinerie gazu ziemnego i paliw syntetycznych, czy zakłady produkujące wodór. Wychwytywanie CO2 z powietrza jest możliwe, pierwszym podmiotem na świecie, który zajął się sekwestracją dwutlenku węgla komercyjnie jest szwajcarska firma Climeworks. Stężenie dwutlenku maleje wraz z oddaleniem od źródła emisji. Aby wychwyt był skuteczny przy małym stężeniu, przepływ powietrza przez odpowiednie filtry sekwestrujące musi być bardzo duży.
Wyróżnia się trzy metody wychwytu dwutlenku węgla:
- wtórny (ang. post combustion) – CO2 jest wychwytywane ze spalin, po procesie spalania. Ten sposób jest najbardziej popularny i często stosowany w przemyśle, zwłaszcza w elektrowniach zasilanych paliwami kopalnymi;
- pierwotny (ang. pre-combustion) – w tej technice wychwyt następuje przed spalaniem. Paliwo jest poddawane procesowi gazyfikacji, w wyniku której powstaje gaz syntezowy (CO i H2), ulegający dalszym przemianom do CO2 i H2O;
- spalanie w tlenie (ang. oxycombustion) – spalanie czystego paliwa w czystym tlenie. Spaliny stanowią wyłącznie dwutlenek węgla i łatwą do wykroplenia wodę.

Metody te są w różnym stopniu zaawansowania, co można zobaczyć w tabeli:
| Technologia                                                   | W fazie demonstracyjnej | Ekonomicznie opłacalna pod określonymi warunkami | Dostępna na rynku |
| Wychwyt wtórny                                                |                         | X                                                |                   |
| Wychwyt pierwotny                                             |                         | X                                                |                   |
| Spalanie w tlenie                                             | X                       |                                                  |                   |
| Wychwyt przemysłowy (produkcja amoniaku lub gazu syntezowego) |                         |                                                  | X                 |

Po wychwyceniu CO2 zostaje przetransportowane na miejsce składowania. Najbardziej popularną i tanią metodą jest transport rurociągami. Transport dwutlenku węgla podlega takim samym ograniczeniom jak transport gazu.
Recykling (czyli ponowne użycie) dwutlenku węgla jest odpowiedzią na wyzwanie zmniejszenia emisji gazów cieplarnianych z przemysłu.

## Składowanie
Najwięcej problemów wiąże się ze składowaniem CO2.

### Składowanie geologiczne
Najpowszechniejszą metodą jest podziemne składowanie dwutlenku węgla, po jego zatłoczeniu pod ziemię. Jako miejsce składowania może posłużyć pole naftowe, pole gazowe, pozabilansowe pokłady węgla. Pułapki fizyczne i geochemiczne zapobiegają wydostaniu się CO2 na powierzchnię. Zatłaczanie CO2 w pole naftowe powoduje zwiększenie wydobycia. W Stanach Zjednoczonych około 30 do 50 milionów ton gazu jest wtryskiwane w skały ubogie w ropę.

### Składowanie oceaniczne
W przeszłości istniała możliwość składowania CO2 w oceanie. Z czasem ta procedura została uznana za nielegalną.

### Mineralna karbonatyzacja
Dwutlenek węgla tworzy trwałe związki węglanowe z minerałami lub odpadami mineralnymi. Do reakcji wykorzystywane są tlenki metali (magnezu, wapnia, żelaza). Karbonatyzację przeprowadza się przez:
- wiązanie CO2 z ciałem stałym,
- reakcję CO2 z wodną zawiesiną, na przykład krzemianów wapniowych lub magnezowych.

Do mineralnej sekwestracji można stosować minerały naturalne (np. serpentynit, oliwin, talk) lub odpady (np. popioły lotne, odpady azbestowe, żużle hutnicze).

### Wiązanie w ekosystemach ziemskich
Jest to naturalny sposób uwięzienia CO2. Obejmuje to zalesianie, ochronę terenów zielonych oraz odnawianie terenów zdegradowanych.

## Przykładowe projekty

### Programy na skalę przemysłową
W połowie 2011 roku działało 8 dużych instalacji CCS. Światowy Instytut CCS (Global CCS Institute) w swoim sprawozdaniu 2011 Global Status of CCS report wymienia 74 duże, zintegrowane projekty.

### Projekty pilotażowe
- Holandia

W Holandii planowano wybudowanie 68-megawatowej elektrowni tlenowej (zero emission power plant). Projekt ten został zamknięty.
ROAD (Rotterdam Capture and Storage Demonstration project) jest wspólnym przedsięwzięciem E.ON Benelux oraz Electrabel Nederland (grupa GDF Suez). Uruchomienie instalacji zaplanowano na rok 2015. Instalacja ma wychwytywać 1,1 miliona ton CO2 z nowej elektrowni w Maasvlakte.
- Niemcy

Pierwsza instalacja CCS została wybudowana w Niemczech w opalanej węglem elektrowni w Schwarze Pumpe. W ramach projektu firma Alstom wybudowała kocioł z układem oxy-fuel. Ponadto instalacja została wyposażona w system oczyszczania spalin, który umożliwia usunięcie części lotnych, a także dwutlenków siarki.
- Włochy

Pierwsza pilotażowa instalacja znajduje się w Porto Tolle w elektrowni węglowej o mocy powyżej 2500 MW. Instalacja CCS miała być przeznaczona do wychwytu CO2 z linii produkcyjnej o mocy 300 MW. W maju 2011 roku projekt został zamknięty.
- Polska

Pierwsza polska instalacja pilotażowa CCS miała powstać w Elektrowni Bełchatów i miała być zintegrowana z nowym blokiem 858 MW, jednak ze względu na nieopłacalność technologii CCS oraz nieprzyznanie przez Komisję Europejską w grudniu 2012 roku dofinansowania dla projektu, władze PGE wycofały się z jego realizacji.
Podstawowe parametry tej instalacji miały wynosić:
- ilość wychwytywanego CO2: 1,8 mln ton/rok,
- sprawność instalacji: 90%,
- zużycie energii elektrycznej na potrzeby instalacji CCS: 40 MW,
- przewidywana sprawność bloku bez instalacji CCS: ~41,7%,
- przewidywana sprawność bloku z instalacją CCS: ~38%.

W 2013 pilotowe instalacje usuwania CO2 ze spalin powstały przy elektrowni Łaziska oraz Łagisza.

## Koszty instalacji
Szacowanie kosztów instalacji CCS w elektrowni jest bardzo trudne. Na świecie nie ma ani jednej zintegrowanej instalacji tak zwanego pełnego łańcucha CCS (rozumianej jako instalacja wychwytu CO2 w elektrowni lub innym dużym zakładzie przemysłowym, rurociąg do transportu CO2 i składowisko CO2) działającej na dużą skalę. To powoduje, że podawane koszty znacznie różnią się od siebie. Instalacje do wychwytu dwutlenku węgla mają też duże zapotrzebowanie na energię, co znacząco zwiększa ilość energii zużywanej na potrzeby własne elektrowni, a więc i jej koszty eksploatacji. Poza tym uważa się, że stosowanie instalacji CCS w elektrowni zmniejsza jej sprawność nawet o 10%.
Obecnie instalacja CCS jest nieopłacalna z ekonomicznego punktu widzenia, co wynika z niskich cen za emisję dwutlenku węgla.